# Едвард Вімпер
Едвард Вімпер (англ. Edward Whymper; 27 квітня 1840, Лондон, Англія — 16 вересня 1911, Шамоні, Франція) — англійський альпініст, дослідник, ілюстратор і письменник, найзнаніший своїм першим сходженням на Матергорн у 1865 році. Четверо членів його альпіністської групи загинули під час спуску. Він також здійснив важливі перші сходження на кристалічний масив Монблан і Пеннінські Альпи, Чимборасо у Південній Америці та Канадські Скелясті гори. Його дослідження Гренландії стали важливим внеском у вивчення Арктики. Вімпер написав кілька книг про альпінізм, зокрема «Scrambles Amongst the Alps».

## Ранні роки

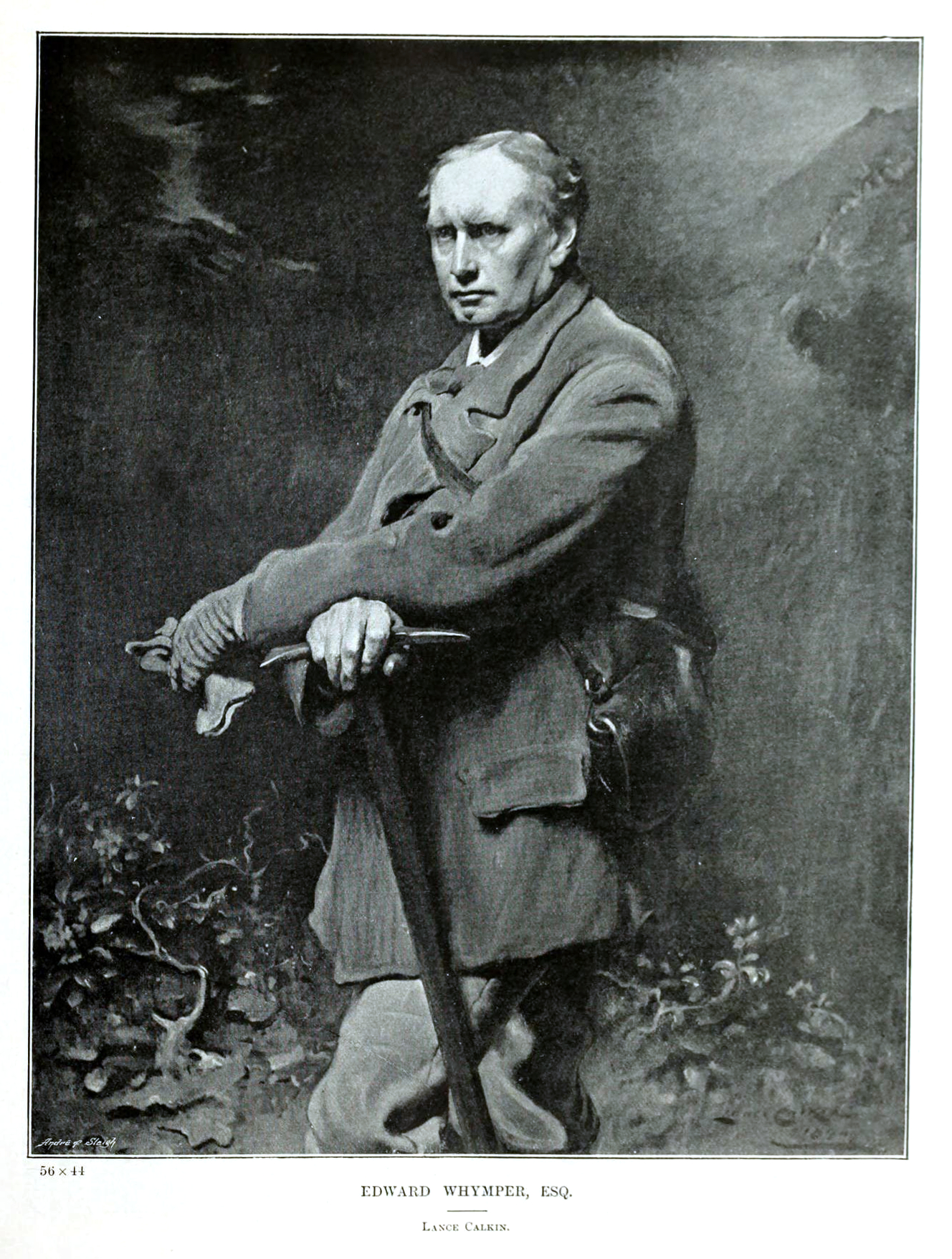
Картина Ленса Калкіна

Народився на Ламбет-Террас на Кеннінгтон-роуд у Лондоні 27 квітня 1840 року в сім'ї художника та гравера по дереву Джозія Вуда Вімпера й Елізабет Вітворт Кларидж. Він був другим з одинадцяти дітей, його старшим братом був художник і дослідник Фредерік Вімпер. У ранньому дитинстві опанував гравюру по дереву. У 1860 році часто відвідував центральні та західні Альпи, щоб створити серію малюнків альпійських пейзажів за замовленням. Серед ілюстрацій того періоду — невдала спроба групи професора Бонні піднятися на гору Пельву, яка на той час вважалася найвищою вершиною Альп Дофіне.
У 1861 році Вімпер успішно завершив сходження на гору Пельву, перше з низки експедицій, які пролили необхідне світло на топографію місцевості, яка на той час була дуже погано нанесена на мапах. З вершини Вімпер виявив, що сусідня вершина, яка згодом отримала назву Барр-дез-Екрен, вища за Пельву. Вімпер піднявся на Барр-де-Екрен у 1864 році з Горасом Вокером, А. В. Муром і провідниками Крістіаном Алмером.
З 1861 до 1865 рік Вімпер здійснив низку експедицій у масив Монблан і Пеннінські Альпи, серед яких були перші зареєстровані сходження на Егюй д'Аржантьєр і Мон-Долан у 1864 році, а також на Егюй Верт, Гранд Корньє і Пуант Вімпер на Гранд-Жорас у 1865 році. Того ж року він вперше перетнув перевал Момінг. За його власними словами, його єдина невдача спіткала на західному хребті Дан Д'Еран у 1863 році. Завдяки своєму альпійському досвіду він розробив намет, який став знаний як «намет Вімпера», і виготовляються донині.

## Матергорн

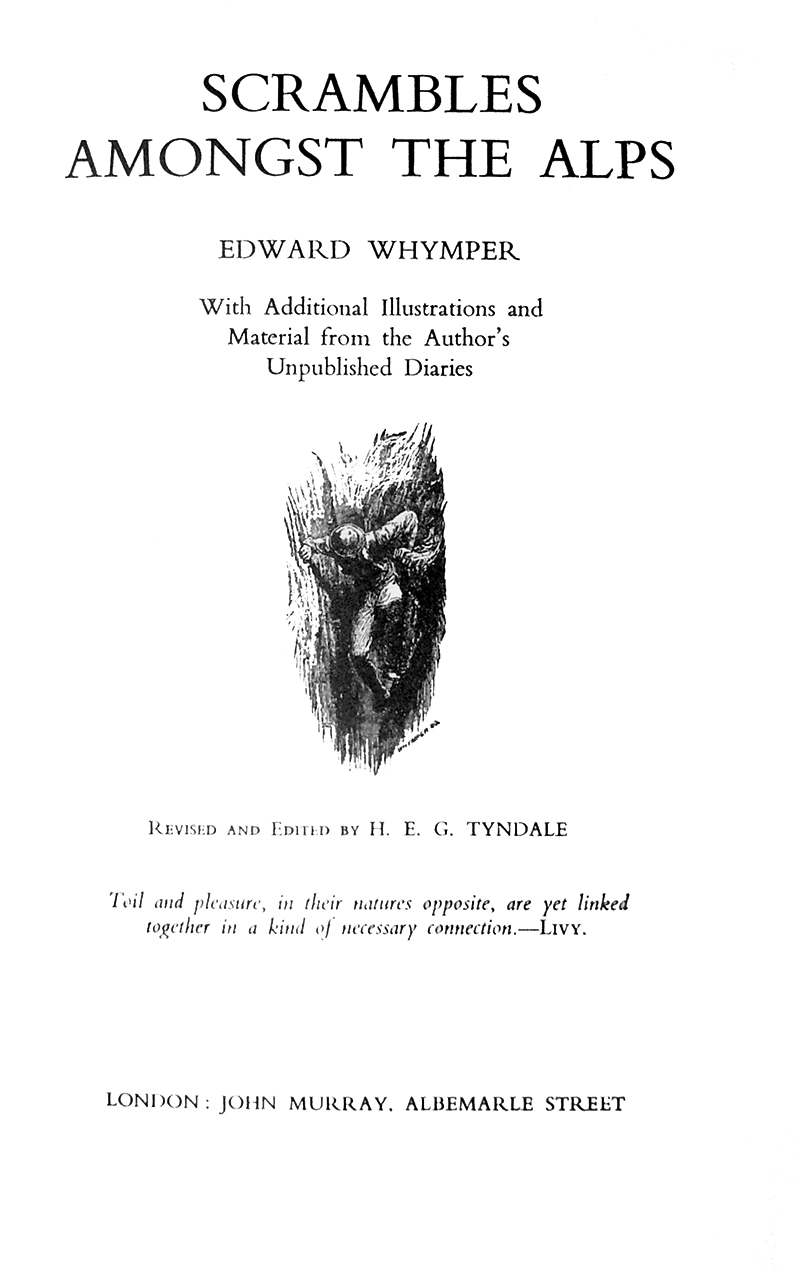
Титульна сторінка 6-го видання (1936) «Scrambles amongst the Alps».

Професор Джон Тиндаль і Вімпер наслідували один одного в рішучих спробах досягти вершини Матергорну південно-західним, або італійським, хребтом. У 1865 році Вімпер, після восьми марних спроб, без успіху намагався піднятися кулуаром на південно-східній стіні з Мішелем Кро. Після того, як Кро попередньо домовився з Чарльзом Гадсоном, Вімпер не зміг заручитися послугами провідника з Вал Турнанш Жана Антуана Карреля, і замість цього запланував спробувати зійти східною стороною з Френсісом Дугласом і двома провідниками з Церматта, Пітерами Таугвальдерами (батьком і сином).
Вімпер був переконаний, що обривистий вигляд Матергорна, якщо дивитися з Церматта, — оптична ілюзія, а занурення пластів з боку Італії, які утворюють безперервний ряд виступів, на протилежному боці мають перетворитися на природні сходи. До цієї четвірки приєдналися Гадсон і Кро, а також недосвідчений Дуглас Гедоу. Їхня спроба проходження по хребту Гернлі увінчалася успіхом 14 липня 1865 року. Під час спуску Гедоу послизнувся і впав на Кро, зіштовхнувши його та потягнувши Дугласа та Гадсона, які загинули. Розрив мотузки врятував інших трьох чоловіків.
Після смерті Дугласа та Гадсона почалася суперечка щодо мотузки. Офіційне розслідування не знайшло жодних доказів того, що мотузку перерізали, і Пітера Таугвальдера виправдали. Мотузка обірвалася між Таугвальдером і Френсісом Дугласом. Вімпер попросив Таугвальдера показати йому мотузку. Його здивувало, що це була найстаріша та найслабша з усіх мотузок, які вони взяли з собою, і вона була як запасна. Усі, хто впав, були зв'язані манільською мотузкою або іншою, але міцною, тобто між тими, хто загинув і тими, хто вижив використовувалася слабша мотузка. Вімпер також запропонував Гадсону закріпити мотузку до скель у найскладнішому місці та тримати її, спускаючись, як додатковий захист. Гадсон схвалив ідею, але не реалізував. Схоже, що у Таугвальдер не мав іншого вибору, окрім як використати слабшу мотузку, оскільки міцної бракувало, щоб з'єднати Таугвальдера з Дугласом. Розповідь про спроби Вімпера піднятися на Матергорн покладені в основу більшої частини його книги «Scrambles amongst the Alps» (1871), яку він сам і проілюстрував Аварія переслідувала Вімпера:
Щоночі, розумієте, я бачу, як мої товариші з Матергорну ковзаються горілиць, розкинувши руки, один за одним, в ідеальному порядку на однаковій відстані — спочатку провідник Кро, потім Гедоу, потім Гадсон і нарешті Дуглас. Так, я завжди буду їх бачити...

## Дослідження Гренландії
У 1865 році Вімпер почав підготовку до експедиції до Гренландії 1867 року. Під час цієї експедиції створили важливу колекцію викопних рослин, які описав професор Освальд Гір. Згодом її передали на зберігання Британському музею. Британська асоціація опублікувала доповідь Вімпера у звіті 1869 року. Попри нестачу припасів й епідемію серед місцевих жителів, він довів, що надра можна досліджувати, використовуючи відповідним чином сконструйовані сани. Його експедиція зробила важливий поступ у дослідженні Арктики.
Ще одна експедиція 1872 року була присвячена дослідженню берегової лінії.

## Освоєння Південної Америки

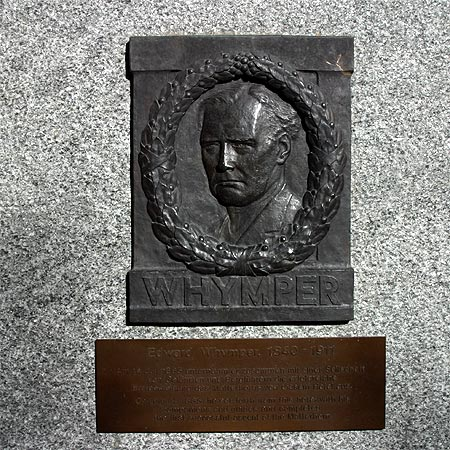
Пам'ятна дошка у Церматті

Наступною експедицією Вімпера була до Еквадору, призначалась головно для збору даних для вивчення висотної хвороби та впливу зниженого тиску на організм людини. Головним провідником став Жан-Антуан Каррель, який пізніше помер від виснаження на Матергорні після супроводу клієнтів у безпечне місце під час сніжної бурі.
Протягом 1880 року Вімпер здійснив два сходження на Чимборасо (6267 м), зокрема й перше сходження; хоча Александер фон Гумбольдт піднявся на вулкан у 1802 році, він не досяг вершини. Вімпер провів ніч на вершині Котопахі та здійснив перші сходження на Сінчолагуа, Антісана, Каямбе, Сара Урко та Котакачі. У 1892 році він опублікував результати подорожі у «Travels amongst the Great Andes of the Equator».
Його спостереження за висотною хворобою привели його до висновку, її викликає зниження атмосферного тиску, що зменшує цінність вдихуваного повітря, і розширення повітря або газу всередині тіла спричиняє тиск на внутрішні органи. Ефекти, спричинені розширенням газу, можуть бути тимчасовими та зникати, коли відновиться баланс між внутрішнім і зовнішнім тиском. Цю працю відзначило Королівське географічне товариство Меценатською медаллю.
Його досвід у Південній Америці переконав його в певних серйозних помилках у показаннях барометра-анероїда на великих висотах, він опублікував працю «Як користуватися барометром-анероїдом» і зумів внести важливі вдосконалення в їхню конструкцію. Згодом він видав два путівники по Церматту та Шамоні.
Перебуваючи в Еквадорі, Вімпер створив колекцію земноводних і рептилій, яку він передав Джорджу Альберту Буленджеру з Британського музею. Колекція отримала похвалу від Буленджера, який сказав, що «хоча й не містить разючих новинок», колекція була «цікавою завдяки ретельності, яку її колекціонер проявив до запису точної місцевості, з якої отримав кожен зразок». Буленджер описав чотири нові види, три з них названо на честь Вімпера: змія Coronella Whymperi (тепер синонім Saphenophis boursieri) і жаби Prostherapis Whymperi, Phryniscus elegans і Hylodes Whymperi (тепер синонім Pristimantis curtipes).

## Канадські Скелясті гори
На початку 1900-х років Вімпер кілька разів відвідував канадські Скелясті гори та домовився з Канадською тихоокеанською залізницею (CPR) про популяризацію канадських Скелястих гір і залізниці на своїх переговорах у Європі й Азії. В обмін CPR погодилася оплатити транспортні витрати для нього та його чотирьох провідників. За словами геодезиста й альпініста А. О. Вілера, Вімпера найняли для «дослідження і знімання місцевості в інтересах канадської тихоокеанської залізничної компанії» (Wheeler, 1905). У 1901 році Вімпер і його четверо провідників (Джозеф Боссоні, Крістіан Кауфманн, Крістіан Клюкер і Джозеф Поллінгер) здійснили перші сходження на гору Вімпер і пік Стенлі в районі перевалу Верміліон у канадських Скелястих горах.
На честь брата Вімпера Фредеріка названо гору в Британській Колумбії, оскільки він брав участь в експедиції Роберта Брауна з дослідження острова Ванкувер у 1864 році як художник-ілюстратор.

## Ілюстратор
У вільний від скелелазіння час Вімпер займався ілюструванням книг і періодичних видань. Він працював над книгою колеги-альпіністки Флоренс Крофорд Гроув «The Frosty Caucasus» («Морозний Кавказ») (1875), створив ілюстрації та гравюри для книги Джона Тиндаля «Hours of Exercise in The Alps» («Години вправ в Альпах») (1871). Займався ілюструванням книги для Ізабелли Л. Берд, а його брат, Чарльз Вімпер, був дизайнером меморіальної годинникової вежі Генрієтти Амелії Берд у Тоберморі, на Маллі, Шотландія. Її побудували у 1905 році на кошти Ізабелли Берд (місис Бішоп) в пам'ять про її сестру.

## Останні роки
25 квітня 1906 року 65-річний Вімпер одружився з 23-річною Едіт Мері Левін (народилася 1883) у церкві Еммануїла в Форест Гейт, Ессекс (нині Лондон). Службу очолив канонік Дж. М'Кормік, який допомагав альпіністові після випадку на Матергорні. У шлюбі народилася донька Етель. Пара розлучилася у 1910 році. Едіт вийшла заміж вдруге у 1913 році і померла наступного року від ускладнень вагітності.
Невдовзі після повернення до Шамоні після чергового сходження в Альпах Вімпер захворів, зачинився у своїй кімнаті у готелі «Couttet» і відмовився від будь-якої медичної допомоги. Вімпер помер на самоті 16 вересня 1911 року у віці 71 року. За чотири дні відбувся похорон. Похований на англійському кладовищі у Шамоні.

## Праці
- Scrambles Amongst the Alps: In the Years 1860–69. London: John Murray, 1871. ISBN 978-0898150438.
- Winter Pictures: By Poet and Artist. London: Religious Tract Society, 1875.
- The Ascent of the Matterhorn. London: John Murray, 1880. ISBN 978-0862993474.
- How to Use the Aneroid Barometer. London: John Murray, 1881.
- Travels Amongst the Great Andes of the Equator. London: John Murray, 1891.[30] ISBN 978-0879052812.
- Chamonix and the Range of Mont Blanc: A Guide. London: John Murray, 1896.
- The Valley of Zermatt and the Matterhorn: A Guide. London: John Murray, 1897.
- The Apprenticeship of a Mountaineer: Edward Whymper's London Diary, 1855—1859. Ed. Ian Smith. London: London Record Society, 2008. ISBN 978-0900952432.
- Among the Tibetans by Isabella L. Bird(1894, як ілюстратор)